# Courcoué
Courcoué é uma comuna francesa na região administrativa do Centro, no departamento Indre-et-Loire. Estende-se por uma área de 15,24 km². Em 2010 a comuna tinha 258 habitantes (densidade: 16,9 hab./km²). Seus habitantes são conhecidos como "les Courcouéziennes et les Courcouéziens".